# 함양 남계서원
함양 남계서원(咸陽 灆溪書院)은 문헌공 일두 정여창(文獻公)의 학덕을 기리기 위해 대한민국 경상남도 함양군 수동면 원평리에 건립한 서원이다. 2009년 5월 26일 사적 제499호에 지정되고, 2019년 7월 10일 유네스코 세계문화유산에 등재되었다.

## 개요
함양 남계서원은 조선시대 두 번째로 세워진 서원으로 문헌공 정여창(文獻公 鄭汝昌)의 학덕을 기리고 그를 추모하기 위하여 고을 유생 개암 강익(姜翼)을 중심으로 30여 명의 선비들 공의로 1552년(명종 7) 남계(藍溪)에 건립하였다.
1566년(명종 21년)에 남계(藍溪)라는 사액을 받아 사액 서원으로 승격되었으나, 1597년(선조 30년) 정유재란으로 소실되었다.
그 후 1603년에 나촌으로 옮겨 복원하였다가 1612년 옛터인 현재의 위치에 중건하였다. 그 뒤 숙종 때 강익(姜翼)과 정온(鄭蘊)을 추가 배향하였으며, 별사에 유호인(兪好仁)과 정홍서(鄭弘緖)를 배향하였다가 1868년에 별사를 훼철하였다.
이 서원은 소수서원에 이어 두 번째로 창건되었으며, 고종 5년 흥선대원군의 서원 철폐 때 훼철되지 않고 존속한 47개 서원 중의 하나로, 선현 배향과 지방 교육의 일익을 담당하여 왔다.

## 배향 인물
- 정여창
- 강익
- 정온
- 유호인
- 정홍서

## 유네스코 세계유산
문화재청은 2018년 1월 이곳 함양 남계서원을 비롯한 한국의 대표서원 9곳을 「한국의 서원」으로 지정하여 유네스코 세계유산에 등재 신청하여, 2019년 7월 10일 유네스코 세계 문화유산으로 등재되었다.

## 같이 보기
- 서원
- 정여창
- 강익
- 정온